# Аппий Клавдий Красс Инрегиллен Сабин (консул 471 года до н. э.)
Аппий Клавдий Красс Инрегиллен Сабин (Appius Claudius Crassus Inregillensis Sabinus; умер в 470 году до н. э., Рим, Римская республика) — римский политический деятель из патрицианского рода Клавдиев, консул 471 года до н. э. Сын Аппия Клавдия Сабина Инрегиллена, консула 495 года до н. э.
Аппий Клавдий был выбран консулом вместе с Титом Квинкцием, когда на повестке дня стояла законодательная инициатива о выборах народных трибунов через трибы. Аппий был вслед за своим отцом последовательным врагом боровшегося за свои права плебса, а поэтому приложил все усилия, чтобы новый закон не был принят, но ему пришлось отступить из-за компромиссной позиции своего коллеги и всех сенаторов. Lex Publilia Voleronis был принят.
Затем Аппий Клавдий выступил в поход на вольсков. Его армия, состоявшая в основном из плебеев, не хотела сражаться, что стало причиной ряда поражений. Аппию пришлось отступить и сурово наказать трусов. По истечении консульских полномочий Аппий Клавдий был привлечён к суду Марком Дуиллием и Гнеем Сикцием. Он умер до суда. По словам его близких, это была смерть от болезни, но, возможно, Клавдий покончил с собой.
Сыном Аппия Клавдия был глава коллегии децемвиров того же имени. В Капитолийских фастах это один и тот же человек.
Антиковед Фридрих Мюнцер констатирует, что при относительном богатстве на детали рассказывающей об Аппии традиции достоверно известен только сам факт консулата. Всё остальное могло быть вымыслом анналистов.